# Ašur (mitologija)
Za druge pojme glej Ašur (razločitev).
Ašur (včasih pisano tudi Assur) je v asirski mitologiji vrhovni bog. Sprva je bil plemenski bog, zaščitnik mesta Ašur, in so ga zlasti Sargonidi povzdignili v najvišjega boga vsega imperija. 
Sprva je bil sončni bog in ga takšnega še vedno prikazujejo njegove podobe, največkrat kot žarečega boga z razprostrtimi rokami. Ko pa je postal glavni bog, so ga imenovali za stvarnika samega sebe, očeta bogov, kralja nebes in zemlje ter stvarnika človeštva. Kakor nam dokazuje asirska izdaja starodavne »pesmi o stvarjenju«, je kot tak prevzel mesto Anuma in babilonskega Marduka. Ašur je bil bog, ki je napovedoval vojne in vodil v njih Asirce k zmagi. Orožje je bilo njegovo in njemu je pripadal del plena.
Po njem so poimenovali glavno mesto Asirije Ašur.